# Alexandre Dobrev (chimiste)
 (avril 2020).
Pour les articles homonymes, voir Dobrev.
Docteur Alexandre Dobrev (en bulgare : Александър Добрев) est un chimiste bulgare et professeur de chimie organique.

## Biographie
Alexandre Dobrev est né à Sofia (Bulgarie), le 13 janvier 1940. Il est diplômé en chimie de l’Université Saint-Clément-d'Ohrid de Sofia, faculté de chimie, en 1963. C’est dans cette même faculté qu’il exerce durant toute son activité professionnelle, pendant 46 ans.
En 1963, il intègre la chaire de chimie organique au sein de la faculté de chimie en tant que Maître-assistant. Il devient Directeur de recherche 2e classe en 1984, puis Professeur en 1996, toujours au sein de la même chaire. Il soutient sa thèse de Docteur en science en chimie en 1973 et celle de Docteur d’État en sciences chimiques en 1993.
Le Professeure Dobrev a été membre du Conseil général et du Conseil scientifique de la Faculté. Il a dirigé la Chair de chimie organique entre 2000 et 2003. Il a été membre secrétaire du Conseil scientifique spécialisé en chimie organique et en génie chimique auprès de la Haute Commission d’Attestation et membre de la Commission scientifique des sciences chimiques toujours auprès de la Haute Commission d’Attestation. Il a également travaillé en tant qu’expert à la Commission d’expertise scientifique de la Direction des Recherches scientifiques auprès du Ministère bulgare de l’enseignement et de la science. Il a été membre de l’Union des chimistes de France,  de l’Union des chimistes de Bulgarie et du Comité national de l’IUPAC.
Lors de plusieurs séjours en France, il a exercé de nombreuses activités scientifiques et de spécialisations. En 1972, il obtient en France une thèse de Docteur en sciences à l’Université Paul Sabatier de Toulouse. Pendant l’année scolaire 1974-1975, il a été Maître-assistant associé en chimie organique à l’Université de Montpellier et en 1987-1988, il a travaillé en tant que Directeur de recherches  2ème classe à l’Université Paul Sabatier de Toulouse.
Il est marié et père de deux filles.

## Activité pédagogique
L’activité pédagogique du Professeur Alexandre Dobrev comprend des cours magistraux de chimie organique, d’introduction à la chimie organique et de Design moléculaire en synthèse organique pour les étudiants en chimie, des cours de principes fondamentaux de la synthèse organique pour le niveau licence, ainsi que des cours de méthodes nouvelles de la synthèse organique pour le niveau Master.
Il est l’auteur du manuel Synthèse organique en deux volumes  et du recueil Synthèse organique – exercices et corrigés. Il est coauteur d'un Guide de travaux pratiques de chimie organique en laboratoire, d'un Recueil d’exercices de chimie organique et d'un Manuel de chimie. Il est auteur et consultant de plus de 20 films dans le domaine de la chimie – pédagogiques pour les besoins de l’enseignement ou scientifiques pour le grand public.
Sa riche expérience pédagogique ainsi que sa grande conscience citoyenne sont à la base de son investissement de longue date pour la transformation de la Loi de l’enseignement supérieur. Il a débattu de ses propositions avec des spécialistes au sein de la Direction de l’Université, mais aussi de l’Assemblée nationale, du Ministère de l’enseignement et de la Présidence de la République. Il faut mentionner son combat pour la défense de la pureté de la langue bulgare. Une grande partie de ses positions dans ces domaines sont publiées dans les medias.

## Contribution scientifique
Les recherches scientifiques du Professeur Dobrev concernent principalement le domaine de la synthèse organique – application de réactions nucléophiles ambidentes  pour l’obtention de composés hétérocycliques avec une action biologique connue ou supposée, ou encore utilisation de méthode spectrales contemporaines d’analyse structurelle de molécules organiques complexes. Il travaille également sur différentes thématiques comme la stéréochimie des réactions d’addition nucléophile, l’application de la catalyse d’interphase dans la synthèse organique, ou encore l’influence des solvants sur la formation et la stabilité des liaisons intramoléculaires de l’hydrogène. Les résultats de ces recherches font l’objet de plus de 60 publications dans des revues scientifiques bulgares et internationales renommées. Dans la littérature chimique, on a relevé de nombreuses citations de ses résultats scientifiques, dans des monographies et dans des ouvrages de référence (dont Organics Reactions).
Il dirige 11 projets d’études fondamentales et appliquées, à la demande d’entreprises diverses (‘’Farmachim’’), ainsi que dans le cadre du Fond de Recherches scientifiques de  l’Université ‘’St.Kliment Ohridski’’ de Sofia et du Fonds national de recherches scientifiques auprès du Ministère de l’enseignement et de la science.